# بوكسفرد (باركشير)
بوكسفرد (بالإنجليزية: Boxford, Berkshire)‏ هي قرية وأبرشية مدنية تقع في المملكة المتحدة في إنجلترا. يقدر عدد سكانها بـ 463 نسمة ومساحتها 11.74 كم2 .